# تضمين (إدارة البيانات)
في علوم الحاسوب وإدارة البيانات يُعرف التضمين (بالإنجليزية: commit) بأنه عملية جعل مجموعة من التغييرات غير المؤكدة بعد تغييرات دائمة مؤكدة. ويسمى سجل العمليات المضمنة سجل التضمين.
عملية عكس التضمين وتجاهل التغييرات بعد تضمينها تسمى إرجاع